# Отлично, бойци!
„Отлично, бойци!“ е български игрален филм от 1953 година на режисьора Петър Донев.

## Актьорски състав
Не е налична информация за актьорския състав.